# Tuy Đức
Tuy Đức là một huyện miền núi biên giới nằm ở phía tây tỉnh Đắk Nông, Việt Nam.

## Vị trí địa lý
Huyện Tuy Đức nằm ở phía tây bắc của tỉnh Đắk Nông, có vị trí địa lý:
- Phía đông giáp huyện Đắk Song
- Phía tây giáp huyện Bù Gia Mập và huyện Bù Đăng thuộc tỉnh Bình Phước
- Phía nam giáp huyện Đắk R'lấp
- Phía bắc giáp Vương quốc Campuchia với đường biên giới dài khoảng 42 km.

Huyện có diện tích 1.123,27 km², dân số năm 2020 là 65.678 người, mật độ dân số đạt 58 người/km².

## Hành chính
Huyện Tuy Đức có 6 đơn vị hành chính trực thuộc, bao gồm 6 xã: Đắk Buk So (huyện lỵ), Đắk Ngo, Đắk R'Tih, Quảng Tâm, Quảng Tân và Quảng Trực.

## Lịch sử
Huyện Tuy Đức được thành lập vào ngày 22 tháng 11 năm 2006 trên cơ sở tách 6 xã: Đắk Búk So, Đắk Ngo, Đắk R'Tih, Quảng Tâm, Quảng Tân và Quảng Trực thuộc huyện Đắk R'lấp.
Sau khi thành lập, huyện có 6 xã nói trên. Huyện lỵ đặt tại xã Đắk Buk So.